# Gerhard Erber
Gerhard Erber (* 21. November 1934 in Dessau; † 4. September 2021) war ein deutscher Pianist, Mitglied der Gruppe Neue Musik Hanns Eisler und Professor für Klavier an der Leipziger Musikhochschule.

## Leben
Gerhard Erber wurde 1934 als Sohn des Dessauer Klavierbauers Fritz Erber geboren. Er studierte von 1953 bis 1959 Klavier bei Amadeus Webersinke an der Leipziger Musikhochschule. Danach war er Klavierlehrer des Leipziger Thomanerchors. 1964 erhielt er den 3. Preis für Klavier beim Internationalen Johann-Sebastian-Bach-Wettbewerb in Leipzig.
Er verfügte über ein breites Repertoire. 1970 war er Gründungsmitglied der renommierten Gruppe Neue Musik Hanns Eisler um Burkhard Glaetzner und Friedrich Schenker. 1971 wurde er als Nachfolger von Klaus Schließer (Fagott) Mitglied des Aulos-Trios, in dem er mit Burkhard Glaetzner und Wolfgang Weber musizierte. Im Duo spielte er auch mit Max Rostal, Oleg Kagan und Raphael Hillyer. Als Solist und Kammermusiker konzertierte er in Europa, Asien und Mittelamerika. Dabei widmete er sich insbesondere der zeitgenössischen Musik. Er brachte Solostücke von u. a. Heinz Röttger, Georg Katzer, Reiner Bredemeyer, Gerhard Rosenfeld, Max E. Keller, Günter Neubert und Friedrich Schenker zur Uraufführung. Aber auch seine Interpretation der Werke Erik Saties erregte gleichermaßen Aufsehen. Es entstanden zahlreiche LP- und Rundfunkaufnahmen. Als Mitglied der Eisler-Gruppe erhielt er mehrere Auszeichnungen, u. a. den Kunstpreis der Stadt Leipzig (1980), den Kunstpreis der DDR (1980), die Ehrennadel des Verbandes der Komponisten und Musikwissenschaftler der DDR in Gold (1988), den Interpretenpreis der Musik-Biennale Berlin und den Schneider-Schott-Musikpreis Mainz (1991).
Im Jahre 1972 erhielt er eine Aspirantur und wurde Dozent an der Hochschule für Musik „Felix Mendelssohn Bartholdy“ Leipzig. 1990 wurde er Professor für Klavier. Zu seinen Schülern gehören u. a. Steffen Schleiermacher, Hanns-Martin Schreiber und Josef Christof. Er wirkte lange Zeit beim Weimarer Sommerkurs mit. Im Jahre 2010 gab er einen Meisterkurs für Klavier an der Leipziger Musikhochschule. Erber war zudem Vorsitzender der Sektion Interpreten des Verbandes der Komponisten und Musikwissenschaftler der DDR. 1990 gehörte er zu den Gründungsmitgliedern des Forums Zeitgenössischer Musik Leipzig.
Außerdem wirkte er als Juror bei nationalen und internationalen Klavierwettbewerben. 1996 begründete er in Köthen eine Bach-Werkstatt für Musiklehrer und Schüler sowie 1999 einen Nationalen Bach-Wettbewerb für junge Pianisten, der seit 2001 durch die Köthener BachGesellschaft veranstaltet wird. Erber wurde 2013 Ehrenvorsitzender des Wettbewerbs.
Erber war ein passionierter Tischtennisspieler, so belegte er im Tischtennis-Doppel bei der DDR-Seniorenmeisterschaft 1985 den 3. Platz. Im Jahre 2009 gewann er den 1. Platz bei den Sächsischen Tischtennis-Seniorenmeisterschaften.
Gerhard Erber starb Anfang September 2021 nach langer Krankheit im Alter von 86 Jahren.